# محمد مدملیسی
محمد مدملیسی (زادهٔ ۲۱ ژانویهٔ ۱۹۹۳) یک بازیکن فوتبال اهل ایران است.